# Inge Krokann
Inge Krokann född 19 augusti 1893 i Oppdal, död 27 december 1962 i Gausdal, var en norsk författare.

## Biografi
Krokann arbetade som lärare fram till 1922, då han måste dra sig tillbaka på grund av sjukdom. Han blev 1938 medlem av Den norske Forfatterforeningens litterära råd. Från 1945 mottog Krokann konstnärslön från Stortinget. Han blev utnämnd till statsstipendiat 1954.
Han skrev för det mesta på nynorska, med starka inslag av oppdalsdialekt. Krokann är för eftervärlden kanske mest känd för romanen I Dovre-sno (1929), första bandet i romanerna om Lo-ætta (fortsatta i Gjenom fonna (1931), På linfeksing (1934) och Under himmelteiknet (1941)).